# Цао Цин
Цао Цин (кит. упр. 曹清; 9 декабря 1952, Пиншань) — китайский военный, генерал-лейтенант НОАК. Служил в системе охраны высшего руководства КПК, являлся телохранителем Е Цзяньина. Участвовал в ликвидации «Банды четырёх». В 2007—2015 — руководитель Центрального бюро безопасности КПК. С марта 2015 — заместитель командующего Пекинским военным округом.
Высшее военное образование получил в «Училище Чжуннаньхай» — военном вузе, основанном по инициативе Мао Цзэдуна и непосредственно подчинённом ЦК КПК. Специалист по информационной безопасности. Служил в Центральном бюро безопасности КПК. В 1970-х был телохранителем министра обороны КНР маршала Е Цзяньина. В этом качестве принимал участие в разгроме «Банды четырёх» и аресте Цзян Цин 6 октября 1976.
В 2007 Цао Цин был назначен начальником Центрального бюро безопасности. Обеспечивал охрану генерального секретаря ЦК КПК, считался влиятельной фигурой в окружении Ху Цзиньтао. Осуществлял силовое сопровождение процесса отстранения Бо Силая.
Смена генерального секретаря со временем привела к замене руководителя системы партийной безопасности. В начале марта 2015 на пост начальника Центрального бюро безопасности был назначен генерал-майор Ван Шаоцзюнь, ранее телохранитель Си Цзиньпина. Цао Цин переведён на должность заместителя командующего Пекинским военным округом.